# Спас-Деменск
Спас-Деменск (рус. Спас-Деменск) град је у Русији у Калушкој области.

## Становништво
| 1939. | 1959. | 1970. | 1979. | 1989. | 2002. | 2010. |
| ----- | ----- | ----- | ----- | ----- | ----- | ----- |
| 4.232 | 6.320 | 7.119 | 6.096 | 6.239 | 5.296 | 4.904 |